# Allgemeiner Deutscher Rottweiler-Klub
Der Allgemeine Deutsche Rottweiler-Klub (ADRK) ist ein deutscher Hundezuchtverein. 

## Geschichte
Der ADRK wurde 1907 gegründet und hat seinen Sitz im nordrhein-westfälischen Minden. Vorstandsvorsitzende des Klubs ist René Külzer. Der ADRK ist Mitglied im Verband für das Deutsche Hundewesen (VDH) und damit mittelbar auch Mitglied der Fédération Cynologique Internationale (FCI). Der Vereinszweck ist die Erhaltung, Festigung und Vertiefung der Eigenschaften des Rottweilers sowie die Beratung seiner Mitglieder in allen kynologischen Fragen.
Im Allgemeinen Deutschen Rottweiler-Klub gibt es 21 Landesgruppen, die wiederum aus verschiedenen Bezirksgruppen bestehen. Diese organisieren regelmäßige Hundeausstellungen und betreiben teilweise Hundesport.
Der ADRK bietet auf seiner Website neben dem Kontakt zu Züchtern auch die Vermittlung von Welpen und Junghunden sowie ausführliche Informationen über den Rottweiler. Zudem kann der Rassestandard der FCI eingesehen werden, der vom Klub bestimmt wird und nach dem er züchtet.